# Chiesa di Sant'Egidio (Ospedaletto)
La chiesa di Sant'Egidio è la parrocchiale di Ospedaletto, in Trentino. Appartiene alla zona pastorale Valsugana - Primiero dell'arcidiocesi di Trento e risale al XII secolo.

## Storia

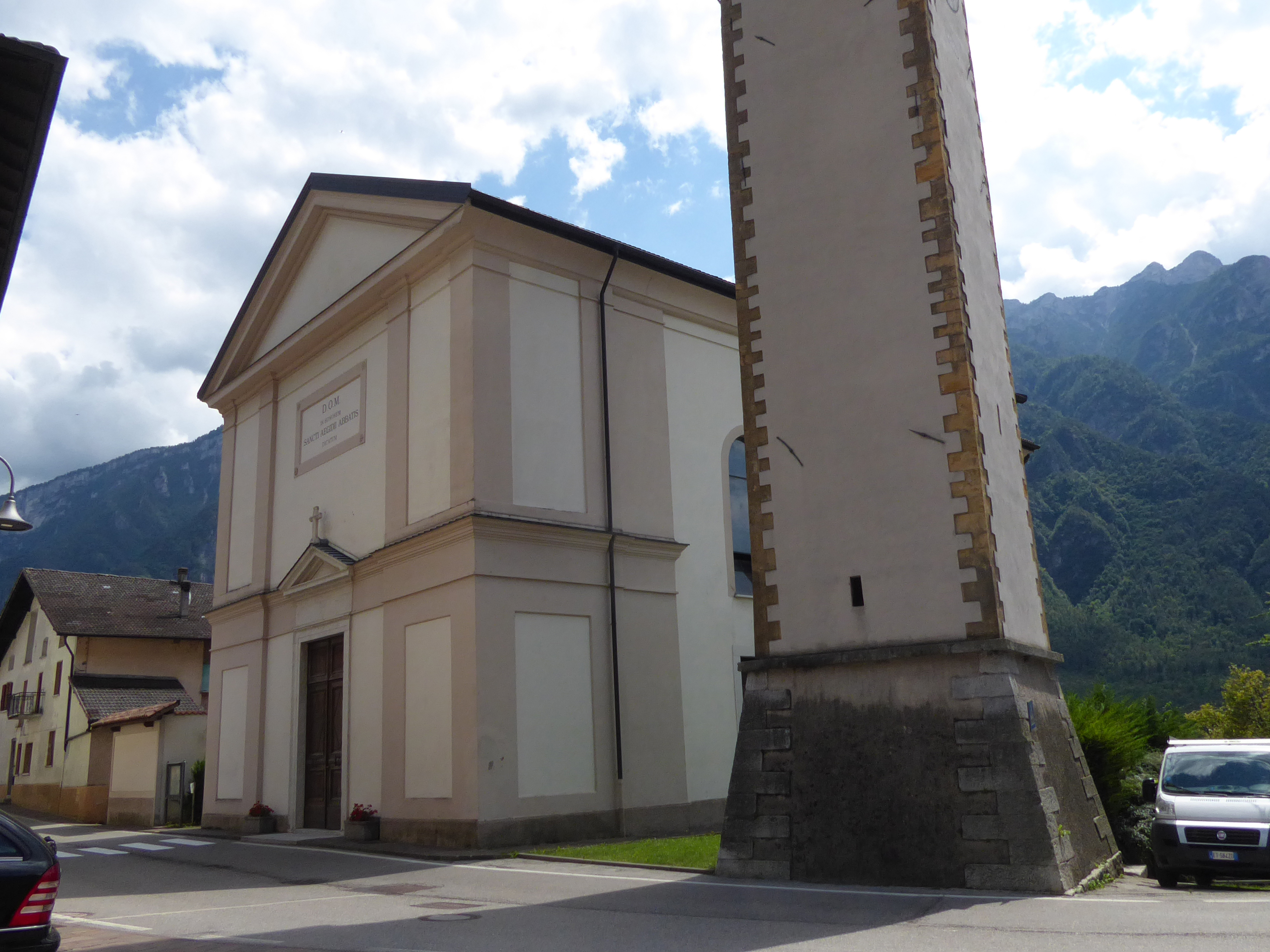
Facciata e campanile

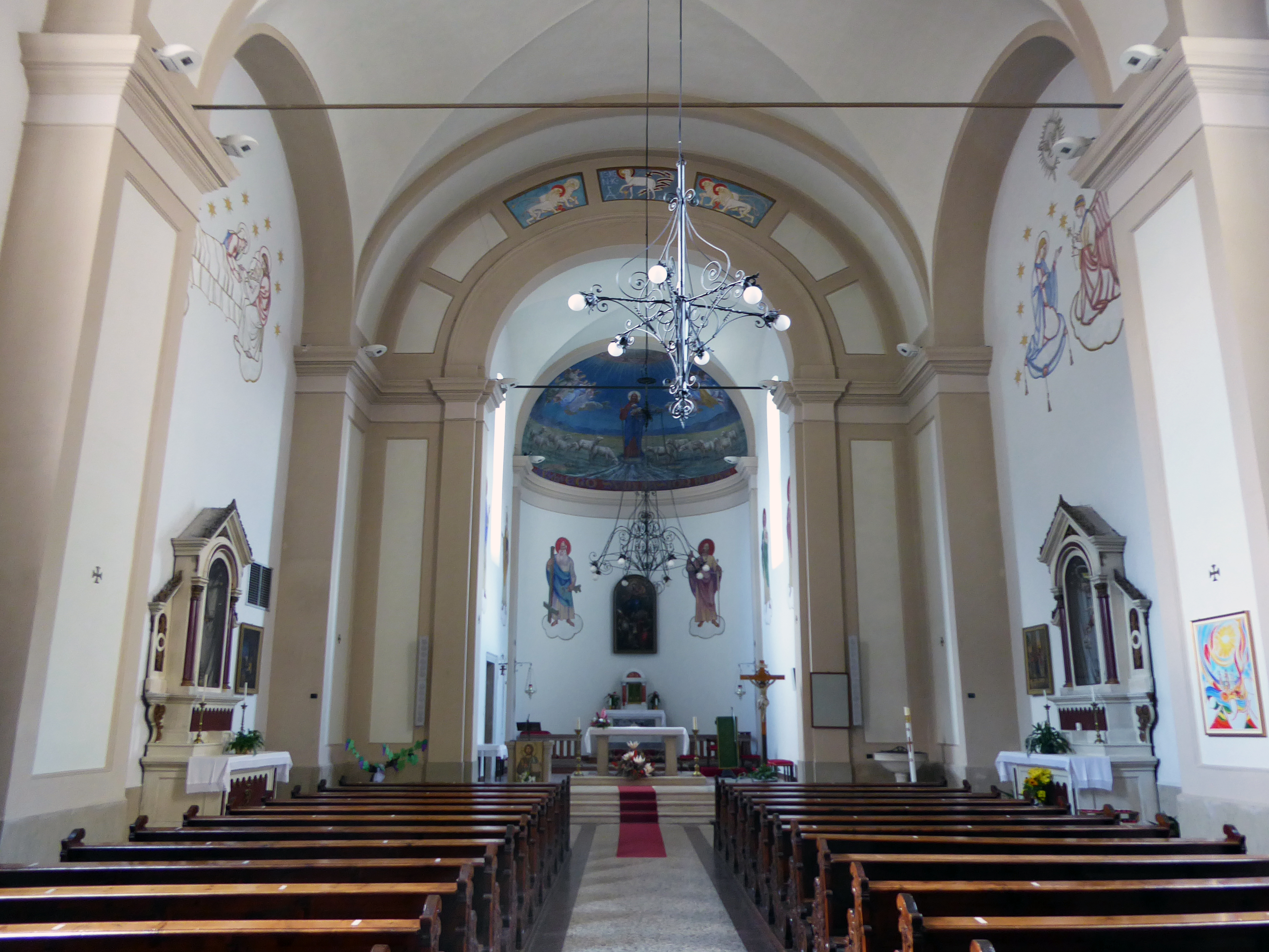
Interno

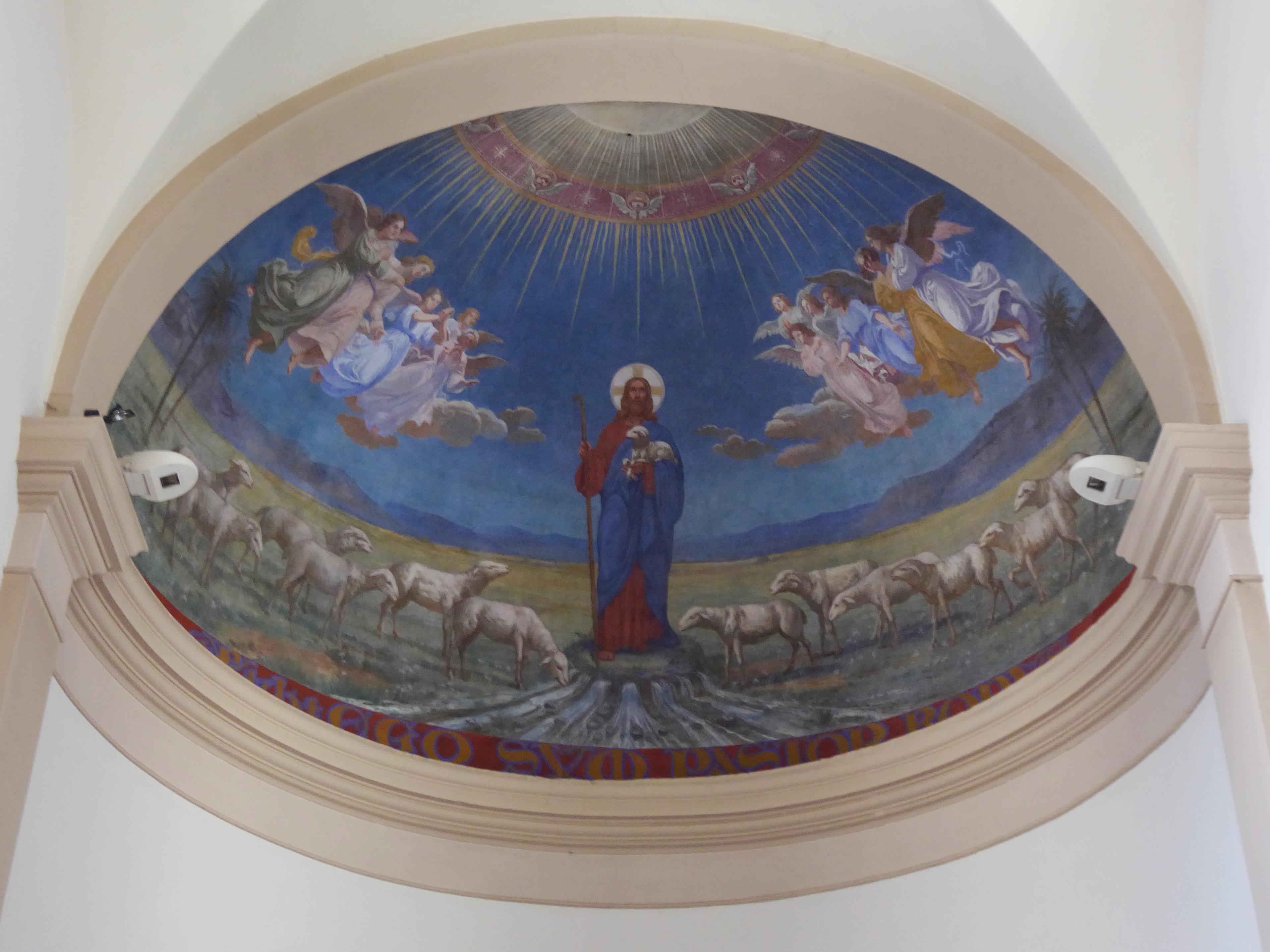
Affresco nel catino absidale realizzato da Anton Sebastian Fasal

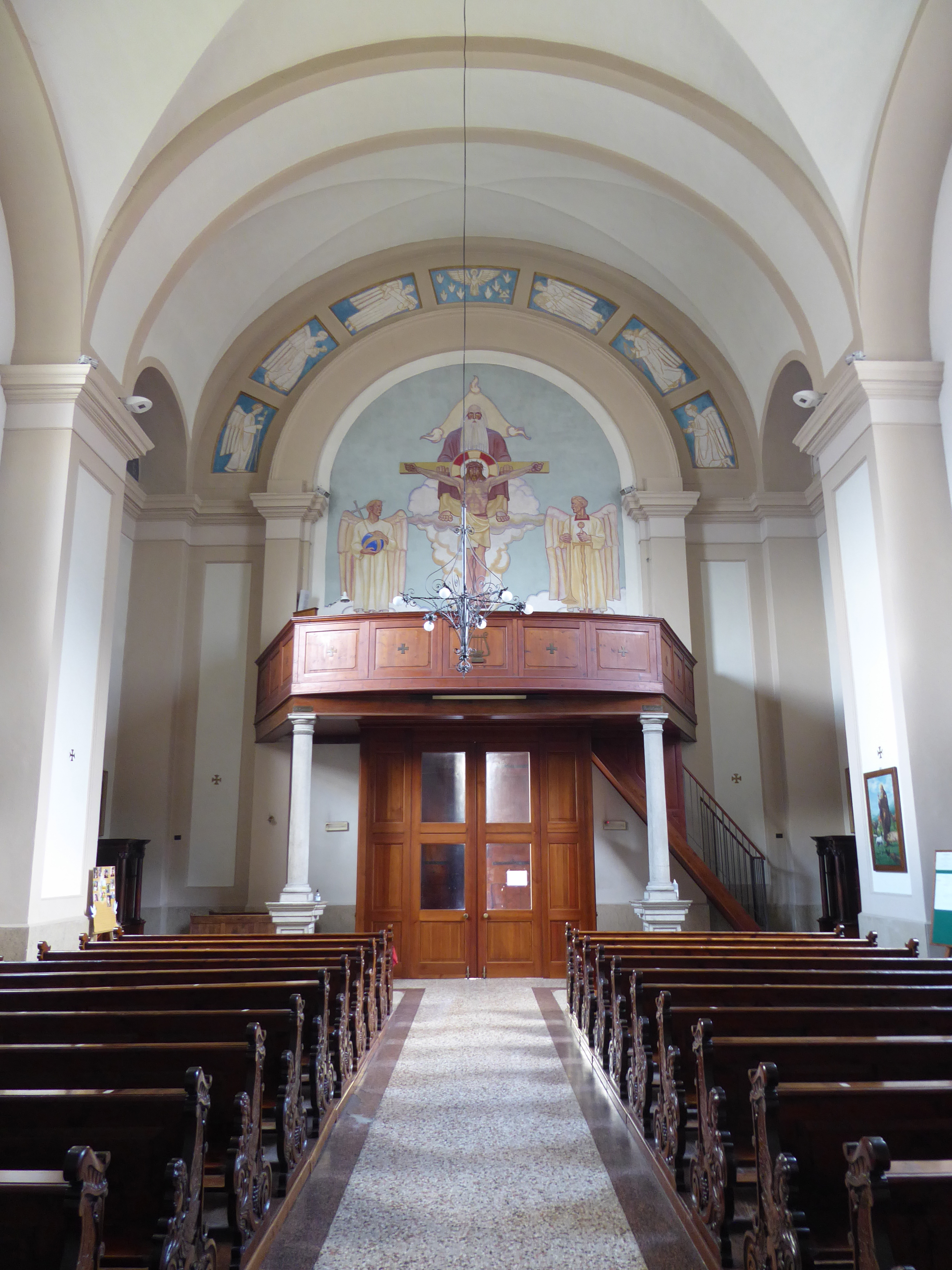
Cantoria

La parrocchiale a Ospedaletto, intitolata a sant'Egidio, ha una prima citazione su documenti che risale al 1196. La piccola chiesa di origini medievali, che aveva pianta rettangolare, venne ricostruita tra gli anni 1640 e 1643. Nel 1709 le fu concesso il fonte battesimale e circa trenta anni dopo la torre campanaria venne notevolmente sopraelevata, aggiungendovi circa 8 metri in altezza. Sotto l'aspetto della giurisdizione ecclesiastica l'edificio religioso, nel 1786, entrò a far parte della diocesi di Trento lasciando quella di Feltre.
Nella seconda metà del XIX secolo la chiesa originaria venne demolita per poterne edificare, al suo posto, una più adatta alle esigenze della comunità. La prima pietra venne posta nel 1863. La torre campanaria fu la sola parte che venne mantenuta dell'antica struttura. Benedetto Riccabona de Reichenfels, vescovo di Trento, consacrò la nuova chiesa nel 1864.
Tra il 1918 e il 1920 vennero effettuati lavori per riparare i danni causati dalla prima guerra mondiale e la parte centrale dell'edificio venne abbassata di oltre 2 metri. Subito dopo, la chiesa venne arricchita di decorazioni prima nella parte absidale e poi nel presbiterio, nella navata e nella controfacciata. Dopo la metà del secolo, durante rilievi sulla torre campanaria, vennero individuate antiche tracce di parti affrescate. Ebbe dignità di chiesa parrocchiale dal 1955.
All'inizio degli anni settanta è stato realizzato l'adeguamento liturgico con caratteristiche di stabilità. L'altare maggiore storico è stato mantenuto per la custodia eucaristica e la nuova mensa rivolta al popolo è stata posta al centro del presbiterio. Il fonte battesimale è stato spostato sulla destra dell'arco santo.
Il terremoto del Friuli che colpì vaste aree del nord Italia nel 1976 procurò danni rilevanti alla struttura quindi, dal 1977, si resero necessari molti interventi restaurativi come il consolidamento del campanile ed il rifacimento della copertura del tetto. Subito dopo vennero ritinteggiati sia interni sia esterni. L'ultimo ciclo di restauri conservativi si è concluso nel 2012.

## Descrizione

### Esterni
La chiesa si trova nel centro abitato di Ospedaletto e mostra orientamento verso sud-ovest. La facciata a capanna in stile neoclassico si conclude col grande frontone triangolare e anche il portale architravato riporta il motivo del frontone superiore. La torre campanaria si trova in posizione avanzata ed isolata sulla destra e la cella si apre con quattro grandi finestre a monofora.

### Interni
La navata interna è unica e il presbiterio è leggermente rialzato. La sala è arricchita dalle decorazioni ad affresco realizzate alla fine degli anni venti da Anton Sebastian Fasal.